# Partido Socialdemócrata (México)
El Partido Socialdemócrata, hasta 2008 conocido como Alternativa Socialdemócrata y hasta 2007 como Alternativa Socialdemócrata y Campesina, fue un partido político mexicano fundado en 2006 y que participó por primera vez en las elecciones federales de ese año. El partido era de ideología socialdemócrata. Sus miembros tendían a apoyar causas como la concesión de derechos a la comunidad LGBT; la legalización de la muerte asistida, el aborto y las drogas. También se pronuncia por las energías limpias, entre otras medidas para la protección del medio ambiente y los derechos minorías sociales.

## Historia
Este partido se formó en la delegación Milpa Alta. No obtuvo su registro definitivo como partido político nacional tras haber obtenido el 2.70% de los votos, necesitando como mínimo un 2% para obtener el registro oficial. Obtuvo además, 4 diputados de representación proporcional formando con ellos su fracción parlamentaria, siendo su líder Aída Marina Arvizu Rivas.
El partido se originó de la alianza entre dos asociaciones políticas: un grupo campesino encabezado por Ignacio Irys Salomon y el grupo denominado Socialdemócrata encabezado por Patricia Mercado. Las Agrupaciones Políticas Nacionales Sentimientos de la Nación e Iniciativa XXI ceden su registro para la formación de Alternativa. Sin embargo la gran mayoría de sus miembros provienen de 5 extintos partidos políticos: Democracia Social de Gilberto Rincón Gallardo (el cual perdió su registro como un partido oficial por apenas 20.000 votos en la elección de 2000), México Posible liderado por Patricia Mercado, Fuerza Ciudadana del ex priista Jorge Alcocer,  el Partido del Frente Cardenista de Reconstrucción Nacional, y el Partido Campesino y Popular de Ignacio Irys Salomon, líder campesino escindido de la Confederación Nacional Campesina del PRI.
De acuerdo con los documentos que el partido entregó al Instituto Federal Electoral (IFE), el partido contaba con 214.314 miembros el 14 de julio de 2005, aunque ese número seguramente ya ha cambiado. El partido se define a sí mismo como un nuevo y moderno partido de izquierda. La presidencia del partido es actualmente ocupada por Jorge Diaz Cuervo, exfuncionario del Instituto Federal Electoral, y la Vicepresidencia por Luciano Pascoe Rippey.
La antes líder de México Posible, Patricia Mercado, fue una de las fundadoras del partido. Contendió como candidata a la presidencia en las elecciones de julio del 2006. En enero de ese año, poco después del registro de Mercado ante el Instituto Federal Electoral, el ala campesina del partido, representada entre otros por Ignacio Irys Salomón, decidió impulsar la candidatura del empresario farmacéutico Víctor González Torres e impugnar la de Mercado, ante el supuesto de que esta última no contaba con el respaldo suficiente dentro del partido. González Torres se proclamó candidato de Alternativa e inició una campaña mediática contra Mercado. Finalmente el Instituto Electoral ratificó a la candidata, pero el partido quedó seriamente fracturado. Dado que es un partido nuevo, el acaparamiento de los medios de comunicación no es tan intenso, lo que dificulta la exposición de sus propuestas de campaña. 
En la contienda electoral del 2 de julio de 2006, Mercado obtuvo 1,128,850 votos (2.70% del total), mismos que le valieron para mantener el registro de su partido.
El 13 de mayo de 2007 la Asamblea Federada Extraordinaria de Alternativa, aprobó el cambio de nombre del partido a Alternativa Socialdemócrata, Partido Político Nacional, es decir eliminando la palabra Campesina de su nombre, se aprobó además la modificación de su emblema y la renovación de su dirigencia.
El 5 de julio de 2009 por votaciones perdió su registro al tener 1.03% del total.

## Presidentes de Alternativa
- (2005): Patricia Mercado
- (2005 - 2008): Alberto Begné Guerra
- (2008 - 2009): Jorge Carlos Díaz Cuervo